# Кирналово
Кирна́лово (болг. Кърналово) — село в Благоєвградській області Болгарії. Входить до складу общини Петрич.

## Населення
За даними перепису населення 2011 року у селі проживали 1728 осіб.
Національний склад населення села:
| Національність   | Кількість осіб | Відсоток |
| ---------------- | -------------- | -------- |
| болгари          | 1686           | 99,4%    |
| інша             | 10             | 0,6%     |
| Всього відповіли | 1697           |          |

Розподіл населення за віком у 2011 році:
Динаміка населення: